# Nogueira (Maia)
Nogueira ist ein Ort und eine ehemalige Gemeinde (Freguesia) im Norden Portugals.

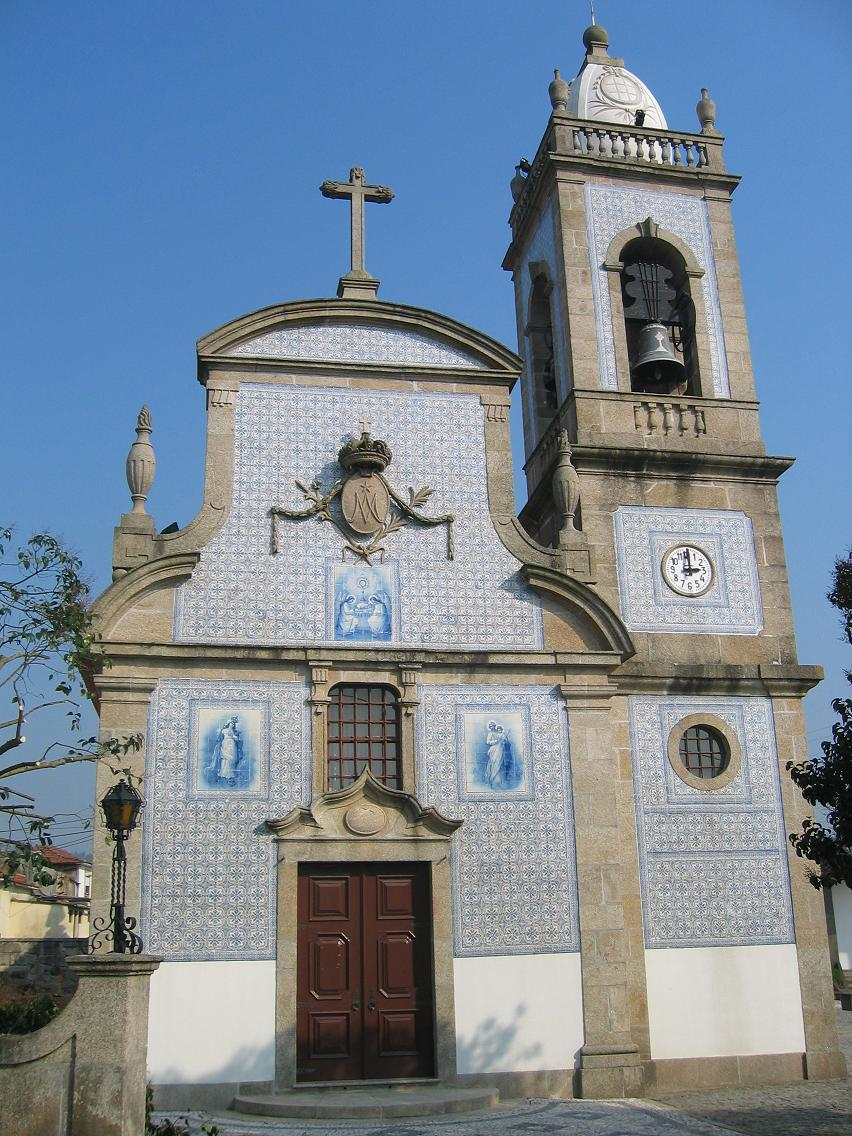
Kirche von Nogueira

Nogueira gehört zum Kreis Maia im Distrikt Porto. Die Gemeinde hatte eine Fläche von 3,5 km² und 5522 Einwohner (Stand 30. Juni 2011).
Am 29. September 2013 wurden die Gemeinden Nogueira und Silva Escura zur neuen Gemeinde Nogueira e Silva Escura zusammengeschlossen.